# Abo (Nuovo Messico)
Abo è una comunità non incorporata degli Stati Uniti d'America della contea di Torrance nello Stato del Nuovo Messico. È situata sulla U.S. Route 60. È la comunità più vicina ad Abo, le rovine di un pueblo e una missione che è un National Historic Landmark.